# Stefan Böger
Stefan Böger (Erfurt, 1966. június 1. –) keletnémet válogatott német labdarúgó, edző.

## Sikerei, díjai
- Hansa Rostock
  - Keletnémet kupa: 1991